# 하라다 하루아키
하라다 하루아키(일본어: 原田 治明, 1947년 7월 28일 ~ )는 일본의 전 프로 야구 선수이자 야구 지도자이다. 도쿄도 메구로구 출신이며 현역 시절 포지션은 외야수였다.
1973년부터 1975년까지의 등록명은 하라다 도시하루(原田 俊治).

## 인물
아버지는 스모 선수로 활약했던 사토니시키 히로지이다. 에바라 고등학교 시절인 1965년에 중견수로서 훗날 요미우리 자이언츠에서 동료가 되는 하기와라 야스히로와 함께 제37회 선발 고등학교 야구 대회에 출전하여 에바라 고등학교에서의 사상 첫 고시엔 출전의 영예를 안게 됐다. 2차전(첫 경기)에서는 훗날 프로에 입단하는 후쿠시마 히사아키, 도쿠쓰 다카히로, 가토 히데지 등이 소속된 오사카부의 PL가쿠엔 고등학교와 맞붙었지만 4대 2로 패했다. 같은 해에 열린 하계 고시엔 대회 도쿄도 예선에서는 준결승에서 니혼 대학 제2 고등학교에게 패해 고시엔 대회 진출에는 실패했다.
졸업 후 고마자와 대학에 진학하지만 허리 부상 때문에 야구부를 퇴단함과 동시에 중퇴했다. 그 후 사회인 야구팀인 일본 컬럼비아에 입단했지만 훗날 팀이 해체되면서 미쓰비시 자동차 가와사키로 이적했다. 아마추어 선수로서는 호수비와 강력한 타격을 갖춘 외야수로 알려져 있다. 1972년 도시 대항 야구 대회의 예선전인 가와사키 대회에서 3경기 연속 홈런포를 터뜨렸고 본선에서도 4번 타자로 활약했는데 이케다 젠고, 후루야 히데오(닛폰 강관으로부터 보강)의 호투도 있어 결승에 진출했다. 이후 결승에서는 일본악기의 에이스 니미 사토시로부터 2안타를 쳤지만 팀이 완봉패를 당하여 준우승에 그쳤다.
1972년 드래프트 회의에서 요미우리로부터 4순위 지명을 받고 입단했다. 즉시 전력감이자 좌완 타자로서 기대를 받았고, 프로 1년차인 1973년부터 1군에 고정됐다. 그 해에는 우익수, 좌익수로 17경기에 선발 출전했고 나가시마 시게오, 오 사다하루의 ON 콤비 이후의 5번 타자로서 3경기에 기용됐다. 하지만 다카다 시게루, 시바타 이사오, 스에쓰구 도시미쓰 등의 주력 선수들에 밀려 선발에서 제외된 일이 많았고 그 이후에는 주로 대타로서 출전했다. 1976년 한큐 브레이브스와 맞붙은 일본 시리즈에서는 대타로 출전하여 4타수 2안타 2볼넷으로 활약했다.
1981년 시즌을 앞두고 현역에서 은퇴하여 요미우리 타격 코치를 맡았다. 이후에도 요미우리 기숙사 사감, 요미우리 구단 편성부에서 근무하여 2007년까지 맡았다. 현재는 도쿄도에 소재하고 있는 기업에서 총괄부장을 맡고 있다.

## 상세 정보

### 출신 학교
- 에바라 고등학교
- 고마자와 대학 중퇴

### 선수 경력
- 일본 컬럼비아
- 미쓰비시 자동차 가와사키
- 요미우리 자이언츠(1973년 ~ 1980년)

### 개인 기록
- 첫 출장 : 1973년 5월 15일, 대 히로시마 도요 카프 4차전(고리야마 구장), 9회말 니우라 히사오의 대타로 출장
- 첫 선발 출장 : 1973년 5월 17일, 대 히로시마 도요 카프 6차전(이와테 현영 야구장), 2번·좌익수로 선발 출장
- 첫 안타 : 1973년 5월 26일, 대 다이요 웨일스 7차전(가와사키 구장), 4회초에 고야마 마사아키로부터
- 첫 타점 : 1973년 5월 27일, 대 다이요 웨일스 8차전(가와사키 구장), 1회초에 다케우치 히로아키로부터 우전 적시타
- 첫 홈런 : 1973년 6월 19일, 대 주니치 드래건스 9차전(주니치 스타디움), 7회초에 모리 마사히코의 대타로 출장, 시부야 유키하루로부터 우중간으로 동점 솔로 홈런

### 등번호
- 33(1973년 ~ 1981년)
- 70(1982년)
- 84(1983년 ~ 1985년)

### 등록명
- 原田 俊治(はらだ としはる 하라다 도시하루[*], 1973년 ~ 1975년)
- 原田 治明(はらだ はるあき 하라다 하루아키[*], 1976년 ~ 1985년)

### 연도별 타격 성적
| 연 도      | 소 속      | 경 기 | 타 석 | 타 수 | 득 점 | 안 타 | 2 루 타 | 3 루 타 | 홈 런 | 루 타 | 타 점 | 도 루 | 도 루 자 | 희 생 번 | 희 생 플 | 볼 넷 | 고 4 | 사 구 | 삼 진 | 병 살 타 | 타 율 | 출 루 율 | 장 타 율 | O P S |
| ---------- | ---------- | ----- | ----- | ----- | ----- | ----- | ------- | ------- | ----- | ----- | ----- | ----- | -------- | -------- | -------- | ----- | ---- | ----- | ----- | -------- | ----- | -------- | -------- | ----- |
| 1973년     | 요미우리   | 49    | 78    | 70    | 5     | 19    | 2       | 0       | 1     | 24    | 9     | 0     | 0        | 0        | 0        | 8     | 0    | 0     | 17    | 0        | .271  | .346     | .343     | .689  |
| 1974년     | 요미우리   | 28    | 31    | 28    | 1     | 7     | 0       | 0       | 0     | 7     | 3     | 0     | 0        | 0        | 0        | 2     | 0    | 1     | 4     | 1        | .250  | .323     | .250     | .573  |
| 1976년     | 요미우리   | 61    | 61    | 54    | 2     | 11    | 4       | 0       | 0     | 15    | 6     | 0     | 1        | 0        | 0        | 6     | 1    | 1     | 12    | 0        | .204  | .295     | .278     | .573  |
| 1977년     | 요미우리   | 45    | 40    | 35    | 2     | 6     | 0       | 0       | 0     | 6     | 3     | 0     | 0        | 0        | 0        | 4     | 0    | 1     | 5     | 1        | .171  | .275     | .171     | .446  |
| 1978년     | 요미우리   | 62    | 58    | 51    | 3     | 12    | 3       | 0       | 2     | 21    | 8     | 1     | 0        | 0        | 1        | 5     | 0    | 1     | 7     | 0        | .235  | .310     | .412     | .722  |
| 1979년     | 요미우리   | 56    | 51    | 49    | 5     | 12    | 1       | 0       | 0     | 13    | 4     | 0     | 1        | 0        | 0        | 2     | 1    | 0     | 11    | 0        | .245  | .275     | .265     | .540  |
| 1980년     | 요미우리   | 41    | 39    | 35    | 2     | 7     | 1       | 1       | 1     | 13    | 5     | 0     | 0        | 0        | 1        | 3     | 0    | 0     | 13    | 1        | .200  | .256     | .371     | .628  |
| 통산 : 7년 | 통산 : 7년 | 342   | 358   | 322   | 20    | 74    | 11      | 1       | 4     | 99    | 38    | 1     | 2        | 0        | 2        | 30    | 2    | 4     | 69    | 3        | .230  | .302     | .307     | .609  |